# Rüfüs Du Sol
Rüfüs Du Sol  è un gruppo musicale di disc jockey australiani formatosi a Sydney, composto da Tyrone Lindqvist, Jon George e James Hunt.

## Storia del gruppo
Il loro primo album intitolato Atlas ha raggiunto la prima posizione in classifica in Australia, mentre il loro secondo album Bloom ha debuttato all'inizio del 2016 in cima alla classifica degli album australiani. Il loro singolo You Were Right ha vinto il premio ARIA nel 2015. Si sono esibiti al Byron Bay Bluesfest nel Nuovo Galles del Sud nel 2013, Electric Forest Festival al Double JJ Resort nel 2016 e 2018, Mountain Sounds Festival nel 2017, Coachella Valley Music and Arts Festival nel 2016, 2017 e 2019, nonché ai Field Day nel giorno di capodanno a Sydney nel 2019.
Nel 2020 il loro terzo album Solace è stato nominato per il Grammy Award al miglior album dance/elettronico. Nel 2022 hanno vinto il Grammy Award alla miglior registrazione dance per il brano Alive.

## Discografia

### Album in studio
- 2024 - Exhale
- 2013 – Atlas
- 2016 – Bloom
- 2018 – Solace
- 2021 – Surrender

## Riconoscimenti
- Grammy Award
  - 2020 – Candidatura al Miglior album dance/elettronico per Solace
  - 2022 – Miglior registrazione dance per Alive